# Стрешневогорский сельсовет
Стрешневогорский сельсовет — упразднённая административно-территориальная единица, существовавшая на территории Московской губернии и Московской области до 1939 года.
Горский сельсовет был образован в первые годы советской власти. По данным 1924 года он входил в состав Марковской волости Волоколамского уезда Московской губернии.
24 марта 1924 года Марковская волость была упразднена и Горский с/с вошёл в состав Раменской волости. При этом он был переименован в Старогорский сельсовет.
В 1926 году Старогорский с/с был вновь переименован в Горский с/с.
По данным 1926 года в состав сельсовета входил 1 населённый пункт — Ст. Горы.
В 1929 году Горский с/с был отнесён к Лотошинскому району Московского округа Московской области. При этом он получил наименование Стрешневогорский сельсовет.
17 июля 1939 года Стрешневогорский с/с был упразднён, а его территория в полном составе передана в Высочковский с/с.